# Search Party
Search Party è un film del 2014 diretto da Scot Armstrong.